# William Allen
William Allen (Rossall, Lancashire, 1532 – Roma, 16 de outubro de 1594) foi um cardeal inglês da Igreja Católica. Allen ajudou a planejar a invasão da Inglaterra pela Armada espanhola, e era para ter sido Arcebispo da Cantuária e Lorde Chanceler se fosse bem sucedida. A Bíblia de Douai foi impressa sob a direção de Allen. Suas atividades fizeram parte da Contrarreforma, mas piorou as coisas para os católicos romanos na Inglaterra. Ele influenciou o Papa Pio V para depor Elizabeth I. Após a Bula de Deposição, Elizabeth cessou sua política de tolerância religiosa, optando por perseguir seus oponentes religiosos.

## Juventude
Allen nasceu em 1532, em Rossall, Lancashire, Inglaterra. Era o terceiro filho de John Allen. Em 1547, aos quinze anos de idade, ingressou no Oriel College, Oxford, graduou-se Bachelor of Arts em 1550, e foi eleito Fellow of the College. Em 1554, pós graduou-se Masters of Arts, e dois anos mais tarde, em 1556, optou por tornar-se diretor do St Mary Hall e diretor de disciplina.
Parece também ter ocupado por um curto período um cabido em York por volta de 1558, ocasião em que teria sido tonsurado, um sinal de que ele já estava determinado a abraçar o estado eclesiástico. Por ocasião da subida ao trono de Elizabeth I, e do segundo rompimento da Igreja da Inglaterra com a Igreja Católica, ele se recusou a prestar o Juramento de Supremacia e foi punido, mas permaneceu na universidade até 1561.
Sua conhecida oposição à Igreja da Inglaterra forçou-o a deixar o país e, nesse ano, tendo-se demitido de todas as suas nomeações, deixou a Inglaterra e buscou refúgio na cidade universitária de Leuven, para se juntar a muitos estudantes que haviam deixado as universidades inglesas para evitar o juramento de supremacia. Ali, continuou seus estudos teológicos e começou a escrever tratados controversos. No ano seguinte voltou para a Inglaterra, embora não mais como sacerdote e com a saúde debilitada. Dedicou-se à evangelização no seu condado natal. Trabalhou para conter os católicos que participavam dos serviços anglicanos, um compromisso que eles estavam fazendo, a fim de salvar suas propriedades do confisco, um destino que acabou por se abater sobre sua própria família.
Durante este período de ministério clandestino como missionário na Inglaterra, Allen formou a convicção de que as pessoas não estavam contra Roma por escolha própria, mas por força das circunstâncias; e que a maioria estaria pronta, em resposta à sua pregação e ministrações, a retornar ao catolicismo romano. Estava convencido de que o domínio da Igreja da Inglaterra em todo o país, devido à ação de Elizabeth, só poderia ser temporário. Quando sua presença foi descoberta pelo governo, Allen fugiu de Lancashire e se refugiou na região de Oxford.
Depois de escrever um tratado em defesa do poder sacerdotal para perdoar os pecados, foi obrigado a retirar-se para Norfolk, sob a proteção da família do Duque de Norfolk, mas foi obrigado a seguir para o continente logo depois, em 1565. Nunca mais voltaria para a Inglaterra, viajando pelos Países Baixos, foi ordenado sacerdote em Mechelen, em Flandres, pouco depois e começou a lecionar Teologia no colégio beneditino local.

## O grande empreendimento
Em 1567, Allen foi para Roma, pela primeira vez, e concebeu o seu plano para a fundação de um colégio onde os estudantes ingleses pudessem viver juntos e terminar o seu curso teológico. Isto estava ligado à sua convicção, decorrente da sua experiência como missionário, de que todo o futuro da Igreja Católica Romana na Inglaterra dependia da existência de um fornecimento de clérigos treinados e polemistas prontos para entrar no país se o catolicismo romano fosse restaurado. A ideia posteriormente evoluiu para a criação de um colégio missionário ou seminário, para o fornecimento sacerdotes para a Inglaterra enquanto o país permanecia separado da Santa Sé. Com a ajuda de amigos e, principalmente, dos abades beneditinos dos mosteiros vizinhos, um começo foi feito em uma casa alugada em Douai, no dia do arcanjo Miguel, 29 de setembro de 1568, que marcou a inauguração do Colégio inglês de Douai.
Ali Allen se encontrou com muitos exilados ingleses. Um dos mais famosos foi santo Edmundo Campion, que deixou o colégio para se juntar aos jesuítas. Douai foi escolhido como um local adequado para o novo colégio de Allen devido à recente fundação na cidade da Universidade de Douai pelo Papa Paulo IV, sob o patrocínio do rei Filipe II de Espanha, em cujos domínios Douai se encontrava.
O elemento para o qual o colégio de Allen agora é mais famoso, embora não fizesse parte de seu esquema original, foi o envio de missionários para trabalhar para a conversão da Inglaterra em desafio da lei. Entre os "padres seminaristas", como eram chamados, mais de 160 ex-alunos de Douai são conhecidos por terem sido condenados à morte. Outros mais foram colocados na prisão. Os estudantes comemoravam a notícia de cada martírio, e por um privilégio especial, realizavam uma missa solene de ação de graças.

## Roma e Reims

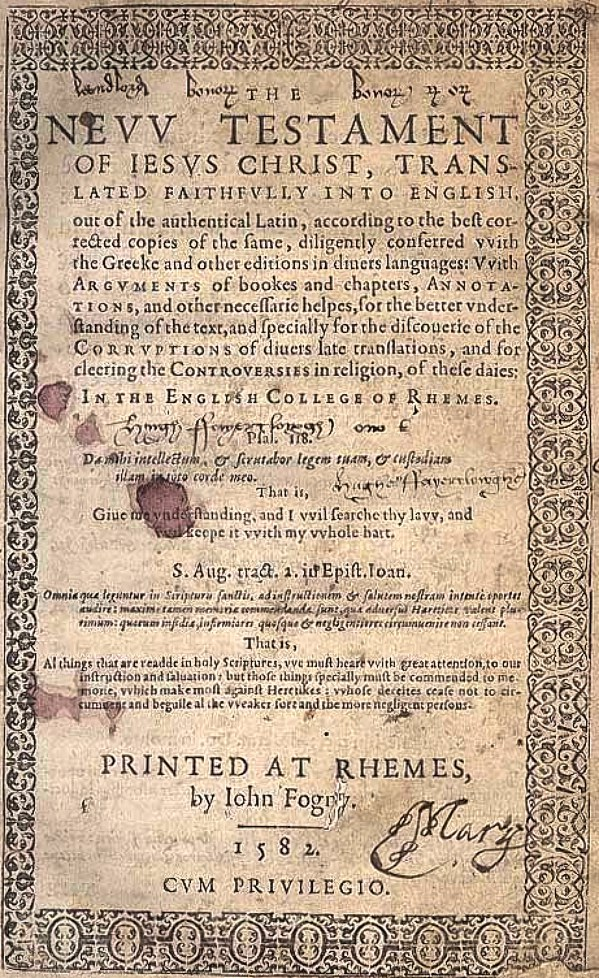
Página título de 1582 doNovo Testamento Douai-Reims.

Quando o número de alunos subiu rapidamente para 120, o Papa convocou Allen a Roma para fundar um colégio semelhante lá. Em 1575 Allen fez uma segunda viagem a Roma, onde ajudou o Papa Gregório XIII a fundar o Colégio Inglês. Para tanto foi utilizado o edifício do antigo hospício inglês em Roma, agora transformado em um seminário para enviar missionários para a Inglaterra e jesuítas foram colocados lá para auxiliar o reitor, o Dr. Maurice Clenock.
O papa nomeou Allen para um sacerdócio em Kortrijk e o enviou de volta para Douai, em julho de 1576, mas aqui ele teve que enfrentar uma nova dificuldade. Além dos boatos de que seria assassinado por agentes do governo inglês, os insurgentes contra a Espanha, instigados por emissários de Elizabeth, expulsaram os estudantes de Douai como se fossem partidários do inimigo, em março de 1578. Allen transferiu o colégio de Douai para Reims, sob a proteção da Casa de Guise. Os colegiais se refugiaram na Universidade de Reims, onde foram bem recebidos, e continuaram seus trabalhos como antes, Allen logo depois foi eleito cânone do Capítulo Catedral. Thomas Stapleton, Richard Bristow, Gregory Martin e Morgan Phillips, estavam entre os companheiros de Allen.
Da editora do Colégio saía um fluxo constante de polêmicas e outras literaturas católicas, que não podiam ser impressas na Inglaterra por causa das Leis Penais. Nisso Allen passou a ter um papel proeminente. Um dos principais trabalhos realizados nos primeiros anos do colégio foi a preparação sob a direção de Allen da bem conhecida Bíblia de Douai. O Novo Testamento foi publicado em 1582, quando o colégio estava em Reims; mas o Antigo Testamento, embora concluído, ao mesmo tempo, foi adiado por falta de fundos. Posteriormente foi lançado em Douai, em 1609, dois anos antes da versão anglicana do rei Jaime.

## Envolvimentos políticos
Em 1577 Allen começou a se corresponder com Robert Parsons, um padre jesuíta. Foi convocado novamente a Roma em 1579 para acabar com a perturbação que se abatera sobre o Colégio Inglês entre alunos ingleses e galeses. Foi durante esta visita que foi nomeado membro da Pontifícia Comissão para a revisão da Vulgata. Ao entrar em contato pessoal com Parsons, Allen ficou completamente submetido à sua influência. Allen conseguiu que a Sociedade assumisse o colégio inglês em Roma e desse início à missão jesuíta para a Inglaterra em 1580. Sob as negociação de Allen, os primeiros jesuítas foram enviados, Parsons e Edmundo Campion, estavam a trabalhar estreitamente com outros sacerdotes, na Inglaterra. A missão era de valor questionável uma vez que Campion foi executado depois de apenas um ano de trabalho, e Parsons teve que fugir do país.

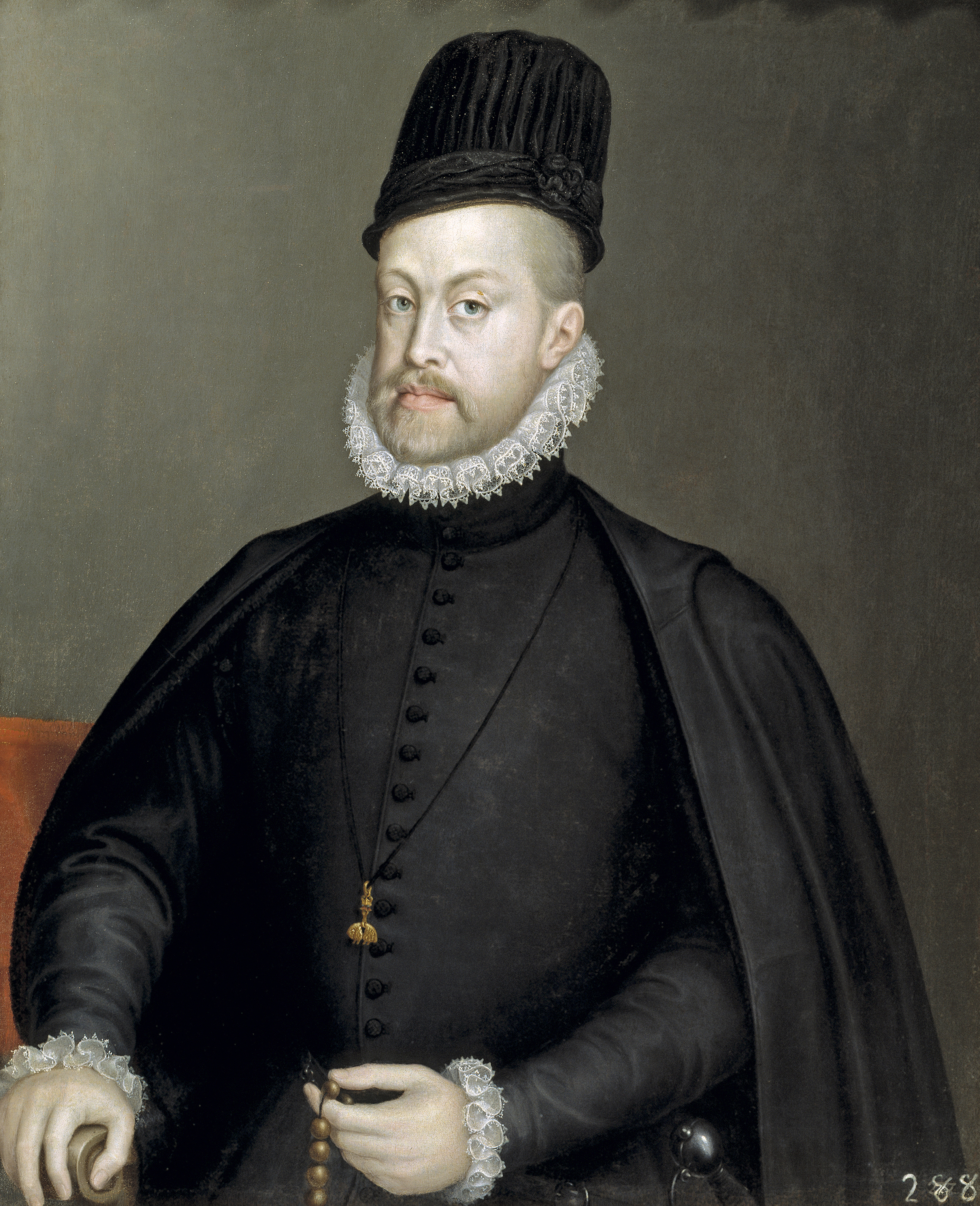
O rei Filipe II de Espanha conseguiu que Allen fosse proclamado cardeal em 1587.

Allen viu o seu trabalho de "tentativas escolásticas" agravar o conflito entre a Inglaterra e Roma. Seus trabalhos políticos tiveram o mesmo fim, fracassando totalmente e piorando as questões para os católicos romanos. A famosa Bula Regnans in Excelsis foi emitida pelo Papa Pio V em 1570, depondo a rainha Elizabeth, e libertando seus súditos de sua fidelidade.
Retornando a Reims ingressou em todas as intrigas políticas que a imaginação fértil de Parsons tinha traçado para promover o interesse espanhol na Inglaterra. A carreira política de Allen tinha agora começado. Parsons já tinha a intenção de retirar Allen do seminário de Reims, e para este fim, em 6 de abril de 1581, recomendou a Filipe II a promoção de Allen ao cardinalato. Para dar continuidade às intrigas, Allen e Parsons foram a Roma novamente em 1585 e lá Allen permaneceu o resto de sua vida. Em 1587, enquanto estava sendo manobrado por agentes de Filipe, escreveu, auxiliado por Parsons, um livro em defesa de Sir William Stanley, um oficial inglês, que se tinha rendido em Deventer para os espanhóis. Allen escreveu que todos os ingleses estavam obrigados, sob pena de condenação, a seguir este exemplo, uma vez que Elizabeth não era a rainha legítima.
Allen ajudou a planejar a invasão da Inglaterra, e era para ter sido Arcebispo da Cantuária e Lorde Chanceler se esta fosse bem sucedida. Allen tinha o posto de chefe dos católicos da Inglaterra; e como tal, logo após a morte de Maria, Rainha dos Escoceses, escreveu a Filipe II (19 de março de 1587) para encorajá-lo a empreender uma invasão da Inglaterra, afirmando que os católicos clamavam para o rei vir e punir "esta mulher, odiada por Deus e pelos homens". Depois de muita negociação, foi feito cardeal pelo Papa Sisto V em 7 de agosto de 1587, em parte para garantir o sucesso do Armada espanhola.

## Armada espanhola

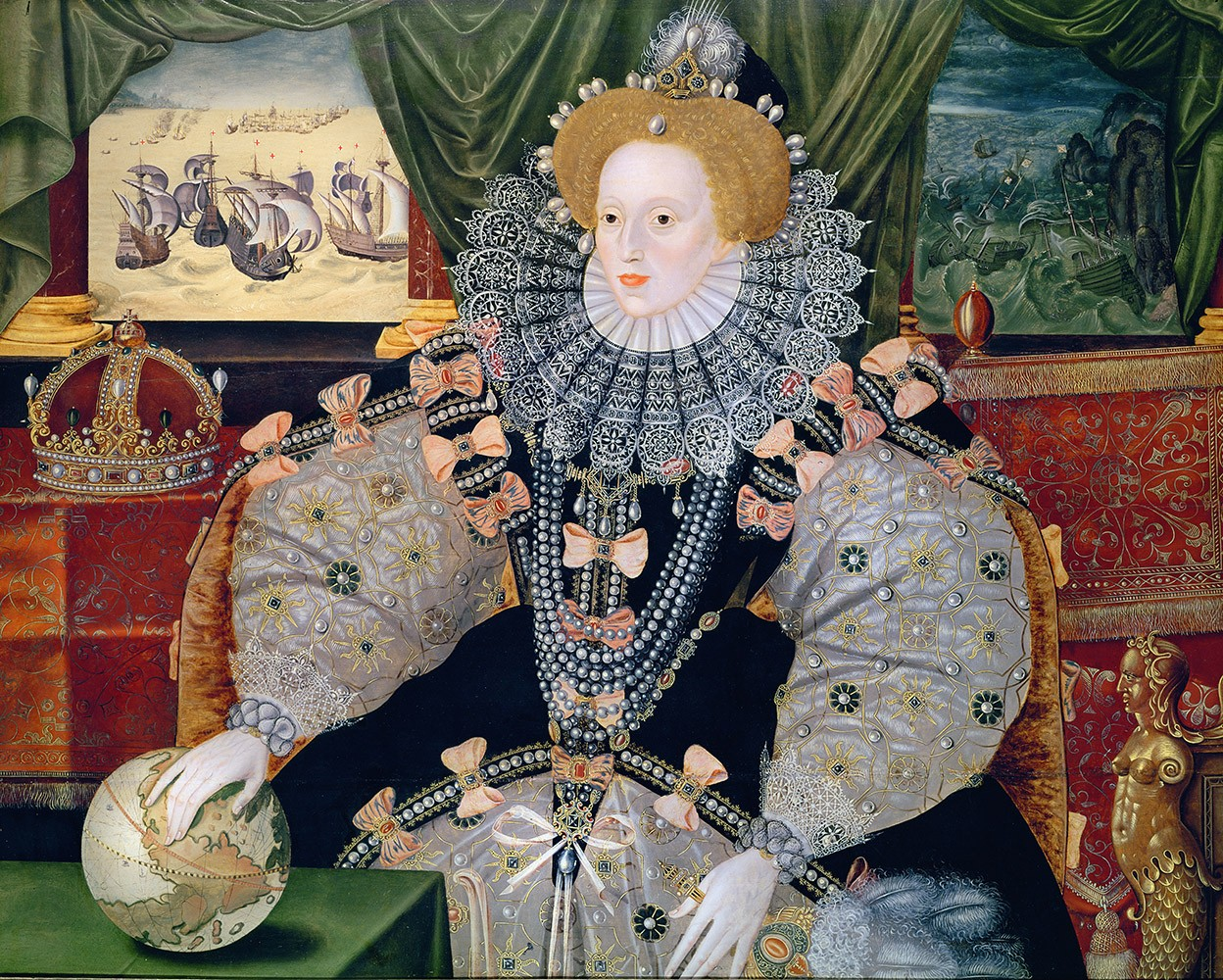
Retrato de Elizabeth feito para comemorar a derrota da Armada espanhola, retratada em segundo plano.

Allen estava, então, mais uma vez em Roma. Havia sido convocado pelo papa após uma doença perigosa dois anos antes. Nunca deixou Roma novamente, mas  se manteve em constante comunicação com seus compatriotas na Inglaterra. Tinha sido devido à sua influência que a Companhia de Jesus, ao qual ele estava muito ligado, comprometeu-se a participar do trabalho da missão inglesa; e agora Allen e Parsons se tornaram líderes do "Partido Espanhol" entre os católicos ingleses.
A pedido do rei Filipe, Allen foi promulgado cardeal em 1587, e permaneceu em prontidão para seguir para a Inglaterra imediatamente, no caso da  invasão ser bem sucedida. Quanto a estimativa do número de pessoas que seriam adeptas ao regime, porém, Allen e Parsons estavam enganados. A grande maioria dos católicos ingleses estava do lado de sua própria nação contra os espanhóis, e a derrota da Armada, em 1588, foi um motivo de alegria tão grande para eles, como foi para os seus compatriotas anglicanos.
Allen sobreviveu à derrota da Armada pelos próximos seis anos. No fim de sua vida, teria ficado totalmente convencido de que o tempo não estava muito distante, quando a Inglaterra seria católica novamente. Em sua promoção Allen escreveu para o colégio em Reims que devia este favor a Parsons. Um de seus primeiros atos foi emitir, sob seu próprio nome, duas obras com o propósito de incitar os católicos na Inglaterra, para levantar-se contra Elizabeth: The Declaration of the Sentence of Sixtus V, e um livro, An Admonition to the Nobility and People of England (Antuérpia, 1588). Após o fracasso da Armada, Filipe, para se livrar do fardo de suportar Allen como um cardeal, indicou-o para ser o Arcebispo de Mechelen. A nomeação, apesar de publicamente autorizada nunca foi confirmada canonicamente.

## Últimos anos
O Papa Gregório XIV deu-lhe o título de Bibliotecário do Vaticano. Em 1589, Allen colaborou em instituir o Colégio dos ingleses, em Valladolid, Espanha. Participou de quatro conclaves, embora sua influência tenha diminuído depois do fracasso da Armada. Antes de sua morte em Roma, parece ter mudado de ideia sobre a sabedoria dos políticos jesuítas em Roma e Inglaterra, e teria tentado reduzir suas atividades, se tivesse vivido mais tempo.
Allen continuou a residir no Colégio Inglês em Roma, até sua morte. Como cardeal, Allen viveu na pobreza e morreu endividado, em Roma, em 16 de outubro de 1594. Foi sepultado na capela da Santíssima Trindade, junto ao Colégio.

## Legado
A fundação de Allen em Douai sobrevive até hoje em dois seminários, Ushaw College (que incorpora as três lebres de seu brasão de família), perto da Universidade de Durham, e o Allen Hall Seminary, em Chelsea, Londres, o sucessor do St. Edmund's College, Ware. O Colégio inglês em Valladolid continua a formar ingleses e galeses para o sacerdócio. Há também uma escola secundária católica nomeado em sua honra em Fleetwood, perto de sua terra natal. Uma escola secundária chamado Cardeal Allen também existia em Enfield, Middlesex, até por volta de 1980, quando foi fechada. Uma escola de gramática para meninos existiu em West Derby, Liverpool, até 1983, quando seu nome foi mudado para Cardeal Heenan.

## Trabalhos impressos
Uma lista de obras de Allen é fornecida em Biographical Dictionary of the English Catholics de Joseph Gillow. Segue uma lista de suas publicações impressas:
- Certain Brief Reasons concerning the Catholick Faith (Douay, 1564)
- A Defense and Declaration of the Catholike Churches Doctrine touching Purgatory, and Prayers of the Soules Departed (Antuérpia, 1565), reeditado em 1886
- A Treatise made in defense of the Lawful Power and Authoritie of the Preesthoode to remitte sinnes &c. (1578)
- De Sacramentis (Antuérpia, 1565; Douay, 1603)
- An Apology for the English Seminaries (1581)
- Apologia Martyrum (1583)
- Martyrium R. P. Edmundi Campiani, S. J. (1583)
- An Answer to the Libel of English Justice (Mons, 1584)
- The Copie of a Letter written by M. Doctor Allen concerning the Yeelding up of the Citie of Daventrie, unto his Catholike Majestie, by Sir William Stanley Knight (Antuérpia, 1587), reimpresso pela Chetham Society, 1851
- An Admonition to the Nobility and People of England and Ireland, concerning the present Warres made for the Execution of his Holines Sentence, by the highe and mightie Kinge Catholike of Spain, by the Cardinal of Englande (1588)
- A Declaration of the sentence and deposition of Elizabeth, the usurper and pretended Queene of England (1588; reimpresso Londres, 1842).

Estudos
- Thomas Francis Knox, Letters and Memorials of Cardinal Allen (Londres, 1882)
- Thomas Francis Knox, First and Second Diaries of the English College, Douay: Historical Introduction (Londres, 1877)
- Alphons Bellesheim, Wilhelm Cardinal Allen und die englischen Seminare auf dem Festlande (Mainz, 1885)
- First and Second Diaries of the English College, Douai (Londres, 1878)
- Nicholas Fitzherbert, De Antiquitate et continuatione religionis in Anglia et de Alani Cardinalis vita libellus (Roma, 1608)
- Ethelred Taunton, History of the Jesuits in England (Londres, 1901)
- Alexandre Teulet, vol. v.; the Spanish State Papers (Simancas), vols. lii. e iv.